# The Mexican Joan of Arc
The Mexican Joan of Arc è un cortometraggio muto del 1911 diretto da George Melford.

## Trama
Il Senor Talamantes e i suoi figli, sospettati di essere degli insorti, vengono arrestati e, senza processo, sono condannati a morte dal colonnello Cephis. La vedova Talamantes giura di vendicare l'ingiusta morte del marito e dei figli, organizzando una compagnia di indiani e messicani con cui raggiunge gli insorti. Riesce con un espediente a far lasciare al colonnello la compagnia: Cephis passa la notte in un villaggio, scoprendo la mattina dopo che la cittadina è in mano agli insorti. Catturato dalla banda della vedova Talamantes, una corte marziale lo condanna a morte. La missione della vedova è compiuta e lei può tornare dalla sua gente.

## Produzione
Il film fu prodotto dalla Kalem Company.

## Distribuzione
Distribuito dalla General Film Company, il film - un cortometraggio in una bobina - uscì nelle sale statunitensi il 31 luglio 1911. Copia del film è conservata a Londra alla National Film and Television Archive.